# Mitrella kentii
Mitrella kentii är en kirimojaväxtart som först beskrevs av Carl Ludwig von Blume, och fick sitt nu gällande namn av Friedrich Anton Wilhelm Miquel. Mitrella kentii ingår i släktet Mitrella och familjen kirimojaväxter. Inga underarter finns listade i Catalogue of Life.